# Maria-Carmen Terrasi
Maria-Carmen Terrasi (4 de noviembre de 1947) es una botánica, taxónoma, conservadora, y exploradora italiana.

## Carrera
En 1971, obtuvo la licenciatura en Ciencias Naturales por la Universidad de Catania, 110/110 cum laude.
Desde 1984, desarrolla actividades académicas y científicas en el Departamento de Botánica, de la Universidad de Catania.
Es autora en la identificación y nombramiento de nuevas especies para la ciencia, a abril de 2016, posee veintiún registros de especies nuevas para la ciencia, especialmente de la familia de las apiáceas, y con énfasis de los géneros Elaeoselinum, Allium, publicándolos habitualmente en Candollea, Bocconea, Webbia (véase más abajo el vínculo a IPNI).

## Algunas publicaciones
- giuseppina Bartolo, cristian Brullo, santa Pulvirenti, Antonio Scrugli, maria-carmen Terrasi, saverio D’Emerico. 2010. Advances in chromosomal studies in Neottieae (Orchidaceae): constitutive heterochromatin, chromosomal rearrangements and speciation. Caryologia 63 (2): 184-191 ISSN 0008-7114
- salvatore Brullo, gianpietro Giusso del Galdo, maria-carmen Terrasi. 2008. Allium aeginiense Brullo, Giusso & Terrasi (Alliaceae), une nouvelle espèce de Grèce. Candollea 63: 197-203. En inglés, resúmenes en inglés y francés.
- --------------, --------------, --------------. 2006. A new species of Oncostema (Hyacinthaceae) from Tunisia. Bocconea 19: 169 - 175. ISSN 1120-4060.
- --------------, anna Guglielmo, pietro Pavone, c. Salmeri, maria-carmen Terrasi. 2003. Three new species of Allium Sect. Codonoprasum from Greece. Pl. Biosyst. 137: 131-140.
- --------------, gianluigi Bacchetta, s. Brullo, maria-carmen Terrasi. 2003. A new species of Hypochaeris L. (Asteraceae, Cichorieae) from Sardinia. Willdenowia 33: 71-78. ISSN 0511-9618
- --------------, anna Guglielmo, maria-carmen Terrasi. 1998. Notes on Allium rhodopeum (Alliaceae), a negleted species from the E Mediterranean area. Pl. Biosyst. 132: 63-69.
- --------------, --------------, pietro Pavone, Fabrizio Scelsi, maria-carmen Terrasi. 1996. Cytotaxonomic consideration of Allium fuscum Waldst. et Kit. (Liliaceae), a critical species of the European flora. Folia Geobotanica 31 (4): 465 - 472.
- --------------, g. Majorana, pietro Pavone, maria-carmen Terrasi. 1977. Numeri cromosomici per la flora italiana: 283-298. Inform. Bot. Ital. 9: 40 - 55.
- --------------, maria Grillo, maria-carmen Terrasi. 1976. Ricerche fitosociologiche sui pascoli di Monte Lauro (Sicilia meridionale). Pubblicazioni dell'Istituto di botanica dell'Università di Catania. Ed. Tip. Ospizio di Beneficenza. 104 p.

## Membresías
- Società Botanica Italiana.[4]